# Matthieu Boulo
Pour les articles homonymes, voir Boulo.
Matthieu Boulo, né le 11 mai 1989 à Vannes, est un coureur cycliste français. Professionnel de 2010 à 2016, il est actif sur route et en cyclo-cross. En 2010 et 2011, il remporte le championnat de France de cyclo-cross espoirs.

## Biographie

### 2010-2016: carrière professionnelle
Matthieu Boulo, passe professionnel en 2010 au sein de l'équipe continentale Roubaix Lille Métropole en tant qu'équipier sur la route et spécialiste de cyclo-cross. Il apporte deux titres de champion de France de cyclo-cross espoirs à cette formation en 2010 et 2011 et termine deuxième de la coupe du monde espoirs.
Non conservé par ses dirigeants à l'issue de la saison 2013, il est recruté par l'équipe Raleigh en compagnie de son coéquipier roubaisien Morgan Kneisky. Il participe essentiellement aux Tour Series (en), épreuves très populaires en Angleterre, où il glane deux succès individuels à Redditch et sur l'île de Jersey. Au mois de septembre 2014 il remporte également la nocturne de Newport. En octobre, il est recruté pour un an par l'équipe continentale professionnelle Bretagne-Séché Environnement.
À l'issue de la saison 2015, il revient dans la formation britannique Raleigh GAC. Il participe durant l'hiver à quelques cyclo-cross. Sur route, il obtient quelques places d'honneur comme au Velothon Wales, où il termine huitième, et au critérium de Durham qu'il finit à la quatrième place. 

### depuis 2017: le retour chez les amateurs
Au mois de septembre 2016, il fait le choix de quitter le peloton professionnel sur route et s'engage en faveur du Team Pays de Dinan. Après une saison à 30 jours de course et ne trouvant d'accord quant à sa pratique du cyclo-cross, il décide de rompre son contrat le liant à la structure anglaise. Son ambition est alors clairement de se spécialiser dans cette discipline et de participer à l'intégralité de la saison hivernale, notamment à toutes les manches de Coupe du Monde. Ainsi, lors de la première manche à Las Vegas, il part de la dernière ligne pour finir, malgré tout, 15e. Lors de la 1re manche de la Coupe de France à Gervans, il casse son câble de dérailleur avant d'entamer le dernier tour et termine au pied du podium, derrière les autres spécialistes français Francis Mourey, Clément Venturini et Steve Chainel. Au mois d'octobre il est sélectionné en équipe de France pour participer au championnat d'Europe de cyclo-cross organisés à Pontchâteau qu'il termine en treizième position après avoir fait un tour en tête. Ses objectifs pour sa première année de reprise du cyclo-cross sont d'accumuler des points UCI en coupe du monde pour être bien placé sur les lignes de départ déterminantes en cyclo-cross l'année suivante, et de viser un podium au championnat de France à Lanarvily en janvier 2017, puis de faire un bon championnat du monde.
Pour la saison 2017-2018, Matthieu Boulo souhaite renouer avec le plus haut niveau en cyclo-cross. Pour payer ses déplacements, il lance un financement participatif qui a également pour but de promouvoir le cyclo-cross breton.
En 2018, il gagne la deuxième étape du Tour de la CABA (contre-la-montre par équipes) et se classe troisième des Boucles de la Marne.
Il remporte le Chrono47 une course contre-la-montre par équipes inscrite au calendrier de la Coupe de France des clubs cyclistes de DN2 avec le 	Team Pays de Dinan au premier semestre 2019.
En aout 2020, il se classe quinzième du championnat de France du contre-la-montre amateurs. 
En juillet 2021, il se classe troisième du Grand Prix de Dinan. Deux mois plus tard, il remporte Plaintel-Plaintel devant Mathis Le Berre, à qui il n'a pas passé un seul relais dans les quatre derniers tours, obéissant à une consigne de son directeur sportif.

## Palmarès sur route

### Par années
| - 2009 - Tour du Pays de Lesneven : - Classement général - 2e étape (contre-la-montre par équipes) - 3e du Circuit du Mené - 2010 - 3e du championnat de France du contre-la-montre espoirs - 2013 - 2e du Circuit du Viaduc - 2014 - 7e et 10e manches du Tour Series (en) - 2017 - 3e du Grand Prix d'Arzon | - 2018 - 2e étape du Tour de la CABA (contre-la-montre par équipes) - 2e du Grand Prix de la Pentecôte de Moncontour - 3e des Boucles de la Marne - 3e de l'Exclusivelo Tour - 2019 - Chrono 47 (contre-la-montre par équipes) - 2020 - 3e du Grand Prix de Vallet - 2021 - Plaintel-Plaintel - 3e du Grand Prix de Dinan |

### Classements mondiaux
| Année           | 2010   | 2011 | 2012 | 2013   | 2014 | 2015 |
| --------------- | ------ | ---- | ---- | ------ | ---- | ---- |
| UCI Europe Tour | 1 113e | nc   | nc   | 1 034e | 470e | 759e |

## Palmarès en cyclo-cross
| - 2006-2007 - Champion de Bretagne de cyclo-cross juniors - 3e du championnat de France de cyclo-cross juniors - 2007-2008 - Champion de Bretagne de cyclo-cross espoirs - 2008-2009 - Cyclocross International du Mingant, Lanarvily (U23) - 2e du championnat de France de cyclo-cross espoirs - 2009-2010 - Champion de France de cyclo-cross espoirs - Vainqueur du Challenge la France cycliste de cyclo-cross espoirs - Challenge #1, St-Quentin (U23) - Challenge #2, Besançon (U23) - Challenge #3, Quelneuc (U23) | - 2010-2011 - Champion de France de cyclo-cross espoirs - Champion de Bretagne de cyclo-cross - Coupe du monde espoirs #4, Pontchâteau - Coupe du monde espoirs #5, Hoogerheide - 2e de la Coupe du monde espoirs - 4e du championnat du monde de cyclo-cross espoirs - 2016-2017 - Champion de Bretagne de cyclo-cross - 2018-2019 - Nittany Lion Cross #2, Breinigsville - 2019-2020 - Champion de Bretagne de cyclo-cross - 3e de la Coupe de France |